# 生シネ
生シネ（なまシネ）は、日本のツイッタラクティブ映画トーク番組。シネマスクランブルから派生したUSTREAM番組である。2013年3月25日までは主に毎週月曜日・22時前後より放送。2013年4月3日以降は毎週曜日不定・22時前後よりの放送となっている。

## 出演者
レギュラー
- 鈴木裕史（癒し・エロ担当、放送作家、有限会社ミンナハッピー取締役社長）
- 中井圭（まじめ担当、NECビッグローブ所属）
- まつゆう*（ゆるゆる担当、モエ・ジャパン所属）

## その他

### 『生シネスク』から『生シネ』へ
放送開始より、2011年10月17日放送回までは番組名は『生シネスク』であったが、2011年10月24日放送回より番組名を『生シネ』に変更した。

### シダックスによる提供の終了と新スポンサー
番組名が『生シネ』へと変更されて以降も、シダックス株式会社による提供は継続されていたが、2012年2月13日放送分をもって、シダックス株式会社による提供は終了となり、それまで番組収録が行われていた渋谷シダックスからの放送もこの日が最後となった。
2012年2月19日に放送された〝「生シネ」特別編　『猿の惑星 創世記（ジェネシス）』DVD & Blu-ray発売記念Ust配信〟からは東京・渋谷区の『スイートルーム代官山』より放送が行われている。
こののち、スイートルーム代官山は番組スポンサーとなっている。
2013年３月25日放送分をもって、東京・渋谷区『スイートルーム代官山』からの放送は終了となった。

### アポロ千駄ヶ谷スタジオ
2013年3月25日放送分までは主に毎週月曜日22時からの放送となっていたが、出演者のスケジュールの都合などにより、月曜日の放送が難しくなったため、放送される曜日が変更されることとなった。
放送曜日が変更となるにあたり番組収録場所が変更となり、株式会社アポロ・プロダクションが所有するアポロ千駄ヶ谷スタジオより放送が行われている。